# Élection présidentielle libérienne de 1861
L'élection présidentielle libérienne de 1861 se déroule en le 7 mai.

## Résultat
Seul candidat, le président Stephen Allen Benson est réélu sans opposition, pour un quatrième et dernier mandat.